# Thomas Höhne (Schauspieler)
Thomas Höhne (* 7. Oktober 1964) ist ein deutscher Schauspieler, Theaterregisseur, Dozent, Hörspiel- und Synchronsprecher.

## Leben
Höhne studierte Schauspiel an der Theaterhochschule Leipzig und machte dort 1989 seinen Abschluss als Diplom-Schauspieler. Daraufhin war er zunächst am Düsseldorfer Schauspielhaus tätig, woraufhin er zur Philharmonie Essen, zum Theater der Stadt Bremen, zu den Vereinigten Städtischen Bühnen Krefeld/Mönchengladbach, zum Schillertheater NRW in Wuppertal und zum Theater Baden-Baden wechselte. Es folgten Gastverträge am Staatsschauspiel Dresden, bei den Sommerfestspielen Schwäbisch Hall und beim Tourneetheater Greve Hamburg.
Es folgten Lehraufträge an der Westfälischen Schauspielschule Bochum, der Hochschule für Musik und Theater Leipzig und an der Schauspielschule Arturo in Köln. Im Anschluss übernahm er die Mentorenschaft für Studierende der Hochschule für Musik und darstellende Kunst in Stuttgart.
Höhne wirkte in zahlreichen Film-, Fernseh- und Hörspielproduktionen mit.
Höhne inszenierte als Regisseur u. a. am Theater Baden-Baden, am Theater Paderborn und an der Freilichtbühne Ötigheim (z. B. „Die Hochzeit des Figaro“, „Sommernachtstraum“, „Die Dreigroschenoper“, „My Fair Lady“, „Manche mögen’s heiß“ uvm.).
Seit 2014 ist Höhne freiberuflich als Regisseur, Schauspieler und Dozent tätig. 2016 eröffnete er sein eigenes Privattheater (Theater in der alten Turnhalle) mit angegliederter staatlich anerkannter privater Schauspielschule in Gernsbach-Hilpertsau.

## Filmografie
- 1991: Siebenbirken, ZDF, Rolle: Trödelhändler
- 1997: Alphateam – Die Lebensretter im OP, Sat.1
- 1998: Das Glück wohnt hinterm Deich
- 2000: Powder Park
- 2002: Für alle Fälle Stephanie
- 2003: Alarm für Cobra 11
- 2004: Tatort – Der schwedische Freund
- 2006: Lindenstraße
- 2006: Tatort – Engel der Nacht
- 2007: Mama arbeitet wieder
- 2008: Sechs Tage Angst
- 2010: Vom Ende der Liebe
- 2011: Die Fallers
- 2012: Komasaufen
- 2017: Tatort – Sonnenwende
- 2019: Tatort – Die Pfalz von oben

## Hörspiele (Auswahl)
Die ARD-Hörspieldatenbank enthält (Stand: Februar 2025) für den Zeitraum von 1989 bis 2018 insgesamt 48 Datensätze, bei denen Thomas Höhne als Sprecher geführt wird.
- 1989: -ky: Ein Schmarotzer weniger (Handwerker) – Regie: Albrecht Surkau (Original-Hörspiel, Kriminalhörspiel – WDR)
- 1989: Gerhart Hauptmann: Des großen Kampffliegers, Landfahrers, Gauklers und Magiers Till Eulenspiegel Abenteuer, Streiche, Gaukeleien, Gesichte und Träume (2. Soldat/2. Kavalier) – Bearbeitung und Regie: Rolf Henniger (Hörspielbearbeitung – WDR)
- 1989: Ursula Jeshel: Eine stürmische Nacht (Oskar) – Regie: Hans Gerd Krogmann (Hörspiel – WDR)
- 2004: Alexandra Marinina: Der gestohlene Traum (2 Teile) (Onkel Kolja) – Regie: Thomas Werner (Hörspielbearbeitung, Kriminalhörspiel – WDR)
- 2005: Hermann Naber: Dämonen der Leinwand: Ruttmann und Konsorten – Regie: Hermann Naber (Originalhörspiel – DLR)
- 2007: Wolfram Wessels: Nachwort zu Günter Eich: Ein Traum am Edsin-Gol (Martin Raschke) – Regie: Wolfram Wessels, Iris Drögekamp (Essay – SWR)
- 2007: Paulus Hochgatterer: Krimiszene Österreich: Die Süße des Lebens (2 Teile) (Ernst Maywald/Richter) – Bearbeitung und Regie: Steffen Moratz (Hörspielbearbeitung, Kriminalhörspiel – SWR)
- 2008: Ingmar Bergman: Der Fisch Nach einer "Farce für den Film" (Albert) – Bearbeitung und Regie: Kai Grehn (Hörspielbearbeitung – SWR/DLR)
- 2008: Karl-Heinz Bölling: Gedanken eines Unbekannten, der ein Hörspiel schrieb – Regie: Ulrich Lampen (Originalhörspiel – SWR)
- 2012: Heinrich Steinfest: Mariaschwarz (2 Teile) (Straubs Neffe) – Bearbeitung und Regie: Götz Fritsch (Hörspielbearbeitung, Kriminalhörspiel – SWR/ORF)
- 2014: Jewgeni Iwanowitsch Samjatin: Wir (A-71) – Regie: Christoph Kalkowski (Hörspielbearbeitung, Science-Fiction-Hörspiel – SWR)
- 2017: Hugo Rendler: Radio-Tatort: Ende der Schonzeit (Kollege) – Regie: Alexander Schuhmacher (Originalhörspiel, Kriminalhörspiel – SWR)
- 2018: Katja Röder: Radio-Tatort: Im Königreich Deutschland (Bühler) – Regie: Alexander Schuhmacher (Originalhörspiel, Kriminalhörspiel – SWR)
- 2018: Castle Freeman: Männer mit Erfahrung (Scott, Holzfäller 1) – Bearbeitung und Regie: Irene Schuck (Hörspielbearbeitung – SWR)

Quelle: ARD-Hörspieldatenbank

## Theater
- 1990: Der zerbrochne Krug von Heinrich von Kleist, Regie: Hansgünther Heyme, Rolle: Ruprecht (Theater und Philharmonie Essen)
- 1993: Die Nacht kurz vor den Wäldern von Kortes, Regie: Andreas Ingenhaag, Rolle: Mann/Einpersonenstück (Theater der Stadt Bremen)
- 1999: Der Tod eines Handlungsreisenden von A. Miller, Regie: Katharina Rupp, Rolle: Biff (Schillertheater NRW Wuppertal)
- 2000: Die Räuber von F. Schiller, Regie: Helmut Rühl, Rolle: Karl Moor (Sommerfestspiele Schwäbisch Hall)
- 2009: Volksfeind von H. Ibsen, Regie: Claudia Brie, Rolle: Thomas Stockmann (Theater Baden-Baden)
- 2013–2016: Homo Faber nach Max Frisch, Regie: Gernot Plass, Rolle: Walter Faber (Theater Baden-Baden)
- 2022–2025: Kunst von Yasmina Reza, Regie: Thomas Höhne, Rolle: Yvan (Theater in der alten Turnhalle)[9][10]
- 2023–2025: Die Wunderübung von D. Glattauer, Regie: Thomas Höhne, Rolle: Valentin Dorek (Theater in der alten Turnhalle)[10]
- 2024–2025: Zahltag von Sebastien Thiery, Regie: Thomas Höhne, Rolle: Jean-Marc (Theater in der alten Turnhalle)[10]